# Parectatosia robusta
Parectatosia robusta är en skalbaggsart som först beskrevs av Aurivillius 1911.  Parectatosia robusta ingår i släktet Parectatosia och familjen långhorningar.
Artens utbredningsområde är Sarawak. Inga underarter finns listade i Catalogue of Life.